# Тучинский, Вениамин Иосифович

Бениамин Иосифович Тучинский (идиш בנימין טוטשינסקי‎ — Бенью́мен Тучи́нский; псевдоним: Б. Тучинский; 23 октября 1900, Кишинёв — 18 сентября 1972, там же) — еврейский литературный критик. Писал на идише.

## Биография
Беньюмен Тучинский родился в губернском городе Кишинёве в 1900 году в семье жестянщика Нохмен-Иосефа Тучинского и Цили Мордковны Тучинской (1879—1967). Учился в хедере, казённой школе и русской гимназии; владел несколькими европейскими языками. Работал учителем идиша во II еврейской профессиональной школе для девочек в Кишинёве. На протяжении 1920-х годов был активистом сионистских и других молодёжных организаций края. Печататься начал с 19 лет в периодических изданиях Кишинёва и Черновиц (напр. «Черновицер Блэтэр» — черновицкие листки).
В первой половине 1930-х годов опубликовал 3 литературно-критические книги, которые наряду с многочисленными публикациями в периодике принесли ему известность как одному из ведущих литературных критиков еврейской прессы 1920-30-х годов. Особенно такой репутации способствовали книги אונטער דער האַק («Унтэр Дэр һак» — Под топором, Чикаго, 1931) о поэте Г. Лейвике и בין השמשותן און שטורמװינטן: ד. בערגעלסאָן («Бэйн һашмошесн ун Штурмвинтн: Д. Бергельсон» — Сумерки и порывы ветра: Д. Бергельсон, 1935) о прозаике Давиде Бергельсоне. В годы Великой Отечественной войны — в эвакуации в Киргизии.
По возвращении в Молдавию окончил Кишинёвский государственный педагогический институт им. Иона Крянгэ (1948) и работал учителем русского языка и литературы в школах города до конца жизни. Не опубликовал более ни одной строчки. Отдельные работы были собраны в антологии ערבֿיתּ ברוח (Тель-Авив, 1981).